# Cosmia ochrea
Cosmia ochrea là một loài bướm đêm trong họ Noctuidae.